# 鷹岬諒
鷹岬諒（日语：／ Takamisaki Ryō，1963年8月14日—），日本漫畫家。男性。出身於茨城縣土浦市。土浦第一高等學校、名古屋大學畢業。
興趣：動力運動、格鬥技觀戰。他也是動物愛好者。若無法成為漫畫家的話，他說應該在人壽保險公司找到一份工作。有兩個懸壅垂。

## 作品列表

### 連載作品
- 捍衛攝影師（少年畫報社，《Young King（日语：ヤングキング）》）
- （少年畫報社，《Young King》）
- 格鬥天王'94 格鬥擂台（新聲社（日语：新声社），《COMIC GAMEST（日语：コミックゲーメスト）》）
- 格鬥天王 大蛇之役（新聲社，《COMIC GAMEST》）
- 洛克人EXE（日语：ロックマンエグゼ (漫画)）（小學館，《快樂快樂月刊》）
- 爆釣傳說KANATA（小學館，《別冊快樂快樂（日语：別冊コロコロコミック）》[注 1]）
- 機動戰士鋼彈AGE ～高潮英雄～（小學館，《快樂快樂月刊》）
- 桃園討鬼傳 桃太郎（日语：ももいろ討鬼伝 モモタロウくん）（小學館，《別冊快樂快樂》）
- 積木戰士（小學館，《快樂快樂一級棒（日语：コロコロイチバン!）》）
- 劇場版 精靈寶可夢：就決定是你了！（小學館，《Manga One（日语：マンガワン）》）

### 單篇、短期連載
- 風之黃金鄉（少年KING）
- 道路和星星（白泉社，《Young Animal》2000年12號—13號）
- 哥吉拉×美加基拉斯 G消滅作戰（小學館，《別冊快樂快樂（日语：別冊コロコロコミック）》2000年12月號）
- 劇場版 神奇寶貝：決戰時空之塔 帝牙盧卡VS帕路奇犽VS達克萊伊（小學館，《快樂快樂月刊》2007年4月號—7月號）
- 流星之洛克人3（日语：流星のロックマン3）（小學館，《快樂快樂月刊》2008年12月號—2009年1月號）
- 決鬥大師NEX（小學館，《別冊快樂快樂》2009年10月號—11月號）
- 假面騎士Fourze（小學館，《別冊快樂快樂》2012年2月號—4月號、《電視君（日语：てれびくん）》2012年8月號）
- 洛克人11 命運的齒輪!!（小學館，《快樂快樂大哥（日语：コロコロアニキ）》2018年秋號）

## 腳註

## 外部連結
- 鷹岬諒的pixiv （日語）
- 鷹岬諒的X（前Twitter） （日語）
- 鷹岬諒在動畫新聞網百科全書中的資料（英文）